# Новорождественская
Новорожде́ственская — станица в Тихорецком районе Краснодарского края России. Административный центр Новорождественского сельского поселения.
Население — 6080 чел. (2021).

## Название
Ойконим  восходит к слободе Рождественской Воронежской губернии.

## География
Станица расположена в основном на левом берегу реки Челбас,частично на правом берегу в степной зоне, в 12 км западнее районного центра — города Тихорецк.

## История
Село Новорождественское было основано в 1797 году (по другим данным — в 1804 году).  Название село получило от государственных крестьян-переселенцев прибывших сюда из слободы Рождественской Воронежской губернии.
По данным 1817 года в селе проживало 426 человека. В 1848 году жители села были переведены в казачье сословие, а село преобразовано в станицу.
Статья из ЭСБЕ (конец XIX века):
«Новорождественская — станица Кубанской области, Ейского отдела. Дворов 890, жителей 7866; церковь, 2 школы; молотилок 2, паровых 1 и конных 11, мельниц 24, торгово-промышленных заведений 21, 2 кирпичных завода, 2 маслобойни, 3 кожевенных завода, красильня».
В конце 1932 года станица была занесена на «чёрные доски». От голода умерли сотни жителей.

## Население
| 1939 | 1959  | 1979  | 2002  | 2010  | 2021  |
| ---- | ----- | ----- | ----- | ----- | ----- |
| 7115 | ↘6837 | ↗6907 | ↘6693 | ↘6505 | ↘6080 |

## Персоналии
- Бочарников Георгий Алексеевич (1920—2012) — Герой Советского Союза.
- Козлов Дмитрий Ильич — конструктор в области ракетно-космической техники, родился в Тихорецке, родители из Новорождественской.
- Первенцев Аркадий Алексеевич — писатель, вырос и учился в Новорождественской (родился в селе Нагут).
- Приходько Антон Терентьевич — постоянный представитель УССР при правительстве СССР в 1922—1924 гг.
- Сеин Анатолий Иванович (1936—2018) — советский и российский военачальник, командующий войсками ПВО СКВО и Киевского военного округа, генерал-майор.

## Культура
- Ансамбль песни и танца «Колос».